# Thalassia testudinum
Thalassia testudinum là một loài thực vật có hoa trong họ Hydrocharitaceae. Loài này được Banks & Sol. ex K.D.Koenig miêu tả khoa học đầu tiên năm 1805. Nó mọc thành bãi trên các đáy cát hoặc bùn nông tại Biển Caribbe và Vịnh Mexico.